# مگدا لینت
 مگدا لینت (انگلیسی: Magda Linette؛ زادهٔ ۱۲ فوریهٔ ۱۹۹۲) یک تنیس‌باز اهل لهستان است.